# Золтан Щибер
Золтан Щибер (на унгарски: Zoltán Stieber) е унгарски футболист, роден на 16 октомври 1988 г. в Шарвар. Играе на поста ляво крило в Хамбургер ШФ. Има по-малък брат Андраш, който също е футболист.

## Клубна кариера
Щибер започва да тренира футбол в Унгария, а през 2005 г. отива в Астън Вила, където играе за младежкшя и дублиращия състав. В края на 2007 г. играе под наем в третодивизионния Йоувил Таун. След завръщането си в Астън Вила изкарва лятната подготовка с първия отбор, но до края на 2008 г. не изиграва нито един мач във Висшата лига. Поради тази причина през януари 2009 г. преминава в германския Кобленц, където играе като титуляр през пролетния полусезон. Отборът обаче изпада в Трета лига и договорът му, който важи само за Втора Бундеслига, бива автоматично прекратен. Следва едногодишен престой във втородивизионния Алемания Аахен, където се отчита с 10 гола и 12 асистенции, преди за първи път в кариерата си да подпише договор с отбор от Първа Бундеслига - Майнц 05. Щибер обаче не успява да се пребори за титулярното място и след един сезон преминава в друг отбор от Първа Бундеслига - Гройтер Фюрт. През 2014 г. подписва тригодишен договор с Хамбургер ШФ само осем дни след като с Грьойтер Фюрт губи баража за оставане/промоция в Първа Бундеслига срещу този отбор.

## Национален отбор
Щибер има мачове за различни юношески и младежки формации на Унгария. За А отбора дебютира на 2 септември 2011 г. срещу Швеция в квалификация за Евро 2012.